# Punteggiature
Le punteggiature sono aree della parete primaria tra due cellule adiacenti in cui è facilitata la comunicazione tra le cellule in quelle tipologie che presentano parete cellulare di tipo secondario.

## Struttura

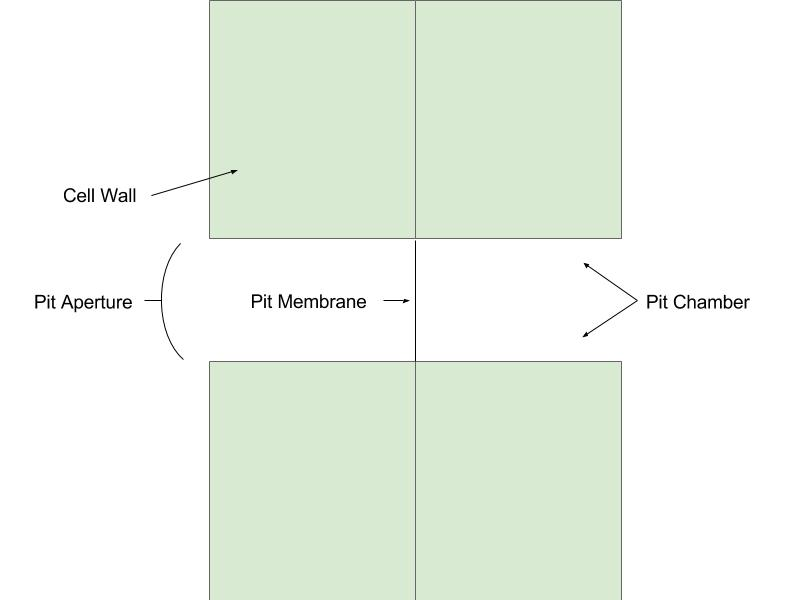
Punteggiatura semplice

Le punteggiature sono composte da tre parti: la camera, l'apertura e la “membrana della punteggiatura”.
- La camera è l'area cava dove sono assenti gli strati secondari della parete cellulare.
- L'apertura è lo spazio delimitato dalle due estremità della camera.
- La “membrana della punteggiatura" è formata dalla parete cellulare primaria e dalla lamella mediana tra le pareti cellulari adiacenti, al centro della camera. Quindi sono la lamella mediana e le due pareti primarie tra le punteggiature a formare la “membrana della punteggiatura” e non la membrana plasmatica della cellula.

Le punteggiature di una cellula in genere sono in corrispondenza con quelle della cellula limitrofa e vengono pertanto definite coppie di punteggiature.
Quando si forma la parete secondaria, essa non si deposita uniformemente, ma si interrompe in corrispondenza delle preesistenti punteggiature formando grosse punteggiature visibili al M.O., dette porocanali.
Attraverso le punteggiature passano l'acqua e le molecole in essa disciolte, che si spostano così da una cellula all'altra senza dover attraversare né lo spazio della parete cellulare né alcuna membrana plasmatica.
Esistono, inoltre, punteggiature areolate presenti nelle tracheidi delle Gimnosperme esse sono fornite di un ispessimento centrale (detto toro) e funzionano come valvole idrauliche. 
1. ↑   Katherine Esau e Katherine Esau, Esau's Plant anatomy : meristems, cells, and tissues of the plant body : their structure, function, and development, 3rd ed, Wiley-Interscience, 2006, ISBN 0-470-04737-2, OCLC 71823675. URL consultato il 10 novembre 2021.